# Wybory parlamentarne w Kosowie w 2019 roku
Wybory parlamentarne w Kosowie w 2019 roku – przedterminowe wybory do parlamentu Kosowa, które odbyły się 6 października 2019 roku, po rezygnacji Ramusha Haradinaja, nieudanej próbie utworzenia nowego rządu i samorozwiązaniu parlamentu. Były to czwarte wybory parlamentarne w Kosowie od momentu proklamowania niepodległości tego kraju. Mieszkańcy Kosowa wybierali 100 ze 120 członków Zgromadzenia Kosowa. Pozostałe mandaty to miejsca zarezerwowane dla mniejszości narodowych.

## Geneza wyborów
19 lipca 2019 podał się do dymisji szef rządu Kosowa Ramush Haradinaj, który był przesłuchiwany w Hadze w sprawie podejrzeń o popełnienie zbrodni wojennych. W sytuacji dymisji szefa rządu konstytucja Kosowa zakłada możliwość desygnowania kandydata na nowego premiera przez Prezydenta Kosowa albo rozpisania nowych wyborów w ciągu 35–40 dni, po konsultacjach z większością parlamentarną. Próba desygnowania nowego premiera przez prezydenta Hashima Thaçiego zakończyła się niepowodzeniem. 22 sierpnia 2019 parlament podjął decyzję o samorozwiązaniu, większością 89 głosów.

## Wybory
Udział w wyborach zadeklarowało 25 partii i koalicji. Głos oddało łącznie 874 546 osób. Frekwencja wyborcza wyniosła 44,6% uprawnionych do głosowania. Zwycięstwo odniosła partia Samookreślenie, zdobywając 221 001 ważnych głosów i 29 mandatów w parlamencie. Drugie miejsce zdobyło ugrupowanie Demokratyczna Liga Kosowa, uzyskując 24,55% ważnych głosów. Spośród 14 ugrupowań mniejszościowych startujących w wyborach największą liczbę głosów uzyskały: Lista Serbska (Srpska Lista), na którą głosowało 6,4% wyborców oraz Koalicja Vakat (boszniacka), na którą głosowało 0,84% wyborców.
3 lutego 2020 nowy rząd koalicyjny złożony z przedstawicieli Samookreślenia oraz Demokratycznej Ligi Kosowa utworzył Albin Kurti – przewodniczący Samookreślenia. Za powołaniem rządu głosowało 66 deputowanych.

## Wyniki wyborów
| Partia                                                                                               | Głosy   | Procent | Mandaty (zmiana) | Mandaty (zmiana) |
| --- | ------- | ------- | ---------------- | ---------------- |
| Samookreślenie                                                                                       | 221 001 | 26,27   | 29               | –5               |
| Demokratyczna Liga Kosowa                                                                            | 206 516 | 24,55   | 28               | +5               |
| Demokratyczna Partia Kosowa                                                                          | 178 637 | 21,23   | 24               | +1               |
| 100% Kosovo (koalicja Sojuszu dla Przyszłości Kosowa i Socjaldemokratycznej Partia Kosowa)           | 96 872  | 11,51   | 13               | +3               |
| Lista Serbska                                                                                        | 53 861  | 6,4     | 10               | +1               |
| Koalicja Socjaldemokratyczna Inicjatywa NISMA-Sojusz Nowego Kosowa (AKR)-Partia Sprawiedliwości (PD) | 42 083  | 5,00    | 6                | –4               |
| Koalicja Vakat                                                                                       | 7 075   | 0,84    | 2                | 0                |
| Turecka Demokratyczna Partia Kosowa                                                                  | 6 788   | 0,81    | 2                | 0                |
| Egipska Partia Liberalna                                                                             | 4 887   | 0,58    | 1                | 0                |
| Nowa Demokratyczna Partia                                                                            | 3 935   | 0,47    | 1                | 0                |
| Aszkalska Partia na rzecz Integracji                                                                 | 3 113   | 0,37    | 1                | 0                |
| Pozostałe ugrupowania polityczne                                                                     | 16 507  | 1,96    | 3                | 0                |